# Fosfatidylcholin
Fosfatidylcholiner (PC) er en gruppe fosfolipider indeholdende cholin. De udgør en hovedbestanddel i biologiske membraner og kan let isoleres fra en række kilder såsom æggeblomme og sojabønner, f.eks. ved ekstraktion med hexan. De tilhører lecitin-gruppen, en gruppe af gulbrune fedtstoffer, som forekommer i dyre- og plantevæv. Visse prokaryoter, herunder Escherichia coli, mangler fosfatidylcholin i deres cellemembraner. Ren fosfatidylcholin fremstilles kommercielt af firmaer som Lipoid, VAV Life Sciences, Avanti Polar m.fl.
Fosfatidylcholin blev oprindeligt betegnet lecitin (fra græsk lekithos, λεκιθος, 'æggeblomme') af Theodore Nicolas Gobley, en fransk kemiker og farmaceut, der i 1847 isolerede stoffet fra æggeblomme. I 1874 havde han udarbejdet en kemisk strukturbeskrivelse af stoffet. Fosfatidylcholiner er så stor en bestanddel i lecitin, at de to betegnelser tit benyttes synonymt. Lecitinekstrakter består dog af en blanding af fosfatidylcholin og andre stoffer.